# Ferora (fratello di Erode il Grande)
Ferora (Pheroras; 68 a.C. circa – 5 a.C.) fu il fratello minore di Erode il Grande, per molti anni seconda personalità dello Stato, e uno dei suoi più importanti collaboratori politici e militari.

## Biografia
Ferora era il figlio di Antipatro, ministro idumeo del sovrano asmoneo Giovanni Ircano II, e di sua moglie, la nabatea Cipro. Ferora aveva tre fratelli – Fasaele, Giuseppe ed Erode (il Grande) – una sorella, Salome.
Ferora combatté nello scontro tra i figli di Antipatro ed Antigono asmoneo, nipote di Ircano II e pretendente al trono; Ferora fu incaricato da Erode di riparare la fortezza di Alexandrium. Quando il fratello Giuseppe fu ucciso da Antigono, offrì al proprio nemico 50 talenti per riavere il cadavere, ma Antigono lo fece a pezzi. Durante l'invasione della Giudea da parte dei Parti, alleati di Antigono, e la relativa conquista di Gerusalemme (40 a.C.), Ferora comandava la fortezza di Masada.
Quando Erode divenne sovrano della Palestina, seppure come vassallo dei Romani, Ferora fu coinvolto nella gestione del potere, tanto che in preparazione della propria visita ad Augusto a Rodi, Erode decise che Ferora sarebbe dovuto succedergli nel caso qualcosa gli fosse accaduto. Per rafforzare i propri diritti al trono, Erode iniziò una politica matrimoniale volta a legarlo alla famiglia reale degli Asmonei, ripudiando la propria moglie e sposando la principessa asmonea Mariamne; Ferora sposò una sorella di Mariamne, dal nome sconosciuto, da cui ebbe due figlie. Questa politica di unione tra le due famiglie non ebbe però successo, tanto che si formò una frattura tra gli Asmonei e gli Erodiani all'interno della dinastia erodiana, con gelosie, rivalità e lotte intestine: i primi rinfacciavano ai secondi la loro discendenza da una famiglia di Idumei di basso rango, gli Erodiani risposero con complotti e intrighi. Nel 29 a.C. Erode mise a morte Mariamne, accusata di tradimento; i figli della coppia si schierarono contro il padre, e in aperta contrapposizione con il ramo erodiano: Ferora e sua sorella Salome furono chiari obiettivi dell'ostilità dei rampolli asmonei, e reagirono con complotti e intrighi ai danni dei figli di Mariamne.

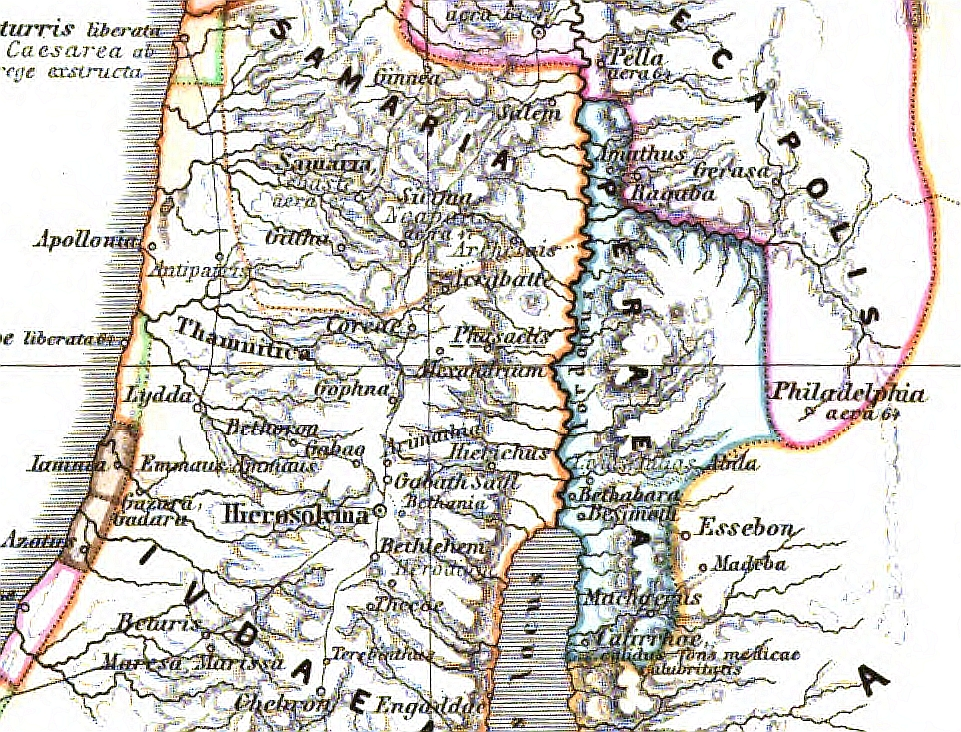
La Tetrarchia di Perea, all'epoca di Ferora

Alla luce di questi contrasti, e per evitare che Ferora, alla morte di Erode, dovesse dipendere dai figli asmonei del fratello, nel 20 a.C. Erode chiese ad Augusto di concedere un titolo a Ferora, la tetrarchia di Perea, con annessa rendita di cento talenti. In Perea si trovava l'importante fortezza di Macheronte. Quello stesso anno morì la moglie di Ferora, la principessa asmonea sorella di Mariamne. Erode propose al fratello di sposare Salampsio, figlia tredicenne avuta da Mariamne e dunque di sangue asmoneo, e fissò una dote di 300 talenti. Ferora accettò il fidanzamento, ma non volle sottomettersi nuovamente alla politica matrimoniale del fratello e lasciare l'umile donna di cui era innamorato, e dunque ruppe la promessa con Salampsio; Erode si infuriò per il rifiuto, ma Ferora non sposò Salampsio. Qualche anno dopo, Erode tentò nuovamente di separare Ferora dalla moglie, offrendogli in sposa la propria figlia Cipro, ma Ferora non volle lasciare la propria moglie, dalla quale aveva avuto nel frattempo anche un figlio.
La moglie di Ferora si avvicinò alla corrente dei farisei, che si opponevano alla politica erodiana; in un'occasione, i farisei si rifiutarono di prestare un giuramento, e la moglie di Ferora, verosimilmente col consenso del marito, si offrì di pagarlo al loro posto. Dai circoli farisaici ebbe origine una profezia, secondo la quale Erode sarebbe stato rovesciato e Ferora e i suoi figli avrebbero ottenuto il trono; o i farisei vedevano realmente in Ferora una vera alternativa alla politica del fratello, oppure le fratture apertesi nella dinastia erodiana, in particolare tra Ferora ed Erode, erano ben visibili dall'esterno, e i farisei tentarono con questa scelta di allargarle.
Ferora rimase ripetutamente coinvolto nelle lotte dinastiche, apparentemente schierandosi dalla parte del nipote Antipatro, figlio di Erode e della prima moglie Doride; quando Antipatro entrò in rotta col padre, Ferora ne seguì le sorti, e ci volle la mediazione del re Archelao di Cappadocia, consuocero di Erode, per riconciliare i due fratelli. Ferora fu accusato di aver appoggiato Antipatro nei suoi complotti contro i fratellastri asmonei, messi a morte da Erode per tradimento nel 5 a.C., tanto che lo storico Giuseppe Flavio lo definì «uno degli assassini di Alessandro e Aristobulo».
Ancora una volta, Erode tentò di rompere il matrimonio tra il fratello e la sua sposa di umili origini, ma invano: Ferora preferì essere esiliato piuttosto che divorziare. Lasciò allora il palazzo reale a Gerusalemme e si trasferì in Perea, probabilmente nella capitale, Betharampta (poi Liviade), sulle rive del Giordano; Erode tentò di riconciliarsi col fratello e di coinvolgerlo nuovamente nell'amministrazione del regno, ma Ferora si rifiutò e rimase in Perea.
In questo periodo, Ferora decise di guadagnare l'appoggio di Antipatro, erede al trono dell'anziano padre, uccidendo Erode col veleno, che si fece portare dall'Egitto. Accadde però che prima Erode e poi Ferora cadessero gravemente malati; Erode si recò a far visita al fratello in Perea, dimostrandogli il proprio affetto, e Ferora, commosso, fece distruggere il veleno. Ferora non si riprese dalla malattia; dopo la sua morte (5 a.C.), Erode lo fece trasportare a Gerusalemme e seppellire con tutti gli onori.
Dopo la morte di Erode, Augusto diede in moglie due figlie del defunto re, Rossana figlia di Fedra e Salome figlia di Elpide, ai due figli di Ferora.